# Pedro Sarmiento de Gamboa
Pedro Sarmiento de Gamboa, španski pomorščak, raziskovalec, * 1532, Pontevedra, Španija, † 1592, Atlantski ocean blizu Lizbone.
‎

## Življenjepis
Pedro je najprej študiral matematiko, latinščino in astronomijo, z 18 leti pa je vstopil v špansko vojsko in se z armadami svetorimskega cesarja Karla V. 5 let bojeval po različnih evropskih bojiščih. Leta 1555 je odplul čez Atlantski ocean in 2 leti živel v današnji Mehiki. O tem obdobju je znanega malo, razen da je imel težave z inkvizicijo. Zatem je odplul v Peru in tam ostal naslednjih več kot 20 let. V Limi je znova prišel navzkriž z inkvizicijo, ki ga je obtožila posedovanja dveh čarobnih prstanov, čarobnega črnila in heretičnih obredov.
Pridružil se je odpravi Alvara de Mendañe, ki je odplula v južni Pacifik in iskala domišljijsko celino Terra Australis Incognita. Če bi Mendaña upošteval Gamboove napotke, bi odprava zelo verjetno dosegla Novo Zelandijo in obale Avstralije, tako pa so leta 1568 odkrili Salomonove otoke. Da bi si Mendaña prisvojil vse zasluge za odkritje, je Gamboove zemljevide, ladijske dnevnike in ostale zapiske vrgel čez krov, Gamboo pa je v Mehiki odslovil. Zatem se je v Limi pričelo sojenje, po katerem so Gamboi vendarle priznali delež pri tem odkritju.
Ko je leta 1578 Francis Drake napadel obale Peruja in Mehike, je Gamboa dobil nalogo, da Draka ujame. Leta 1579 je z 11 ladjami odplul iz Callaa, vendar Draka ni našel, saj je ta medtem že odplul proti zahodu. Gamboa je zato raziskal južnopacifiške obale Južne Amerike, kot prvi prečkal Magellanovo ožino od zahoda proti vzhodu in pri tem narisal prve uporabne zemljevide te ožine. Zatem je kot prvi preplul Atlantik od jugozahoda proti severovzhodu in konec leta 1580 prispel v Španijo.
Kralju Filipu II. je predstavil rezultate svoje odprave, ta pa je nato odredil utrditev obal Magellanovega preliva, da bi preprečil prehod piratom. Leta 1581 je iz Cádiza odplula odprava 24 ladij in 2.500 mož pod poveljstvom Gamboe in Diega Floresa Valdeza. Odprava ni bila uspešna. Najprej so v viharjih izgubili 8 ladij, ob vhodu v Magellanov preliv je Flores z 12 ladjami pobegnil nazaj v Španijo, Gamboa pe je s preostalimi 4 ladjami ustanovil dve postojanki: Nombre de Jesús (»Jezusovo ime«) ob izhodu ožine v Atlantik ter Rey Don Felipe (»Kralj Filip«) okoli 60 km južno od današnjega Punta Arenasa. Nobena od teh kolonij ni uspela. Ko je leta 1587 do kolonij prispel Thomas Cavendish, je v Nombre de Jesús našel le 18 preživelih, od katerih je le eden (Tomé Hernández) sprejel rešitev, v Rey don Felipe pa je našel le še trupla in zategadelj kolonijo preimenoval v Port Famine, oz. špansko Puerto Hambre (»pristanišče lakote«). 
Gamboo je leta 1584 ob vračanju v Evropo zajela angleška posadka pod poveljstvom Walterja Raleigha in ga odpeljala v Anglijo. Kraljica Elizabeta I. mu je predala pismo z mirovnim predlogom za španskega kralja Filipa II., ki bi prekinil vojne med državama. Ob vračanju v Španijo so Gamboo zajeli francoski hugenoti in ga pridržali do leta 1588. Španci, ki tako niso mogli pravočasno prejeti mirovnega predloga, so medtem postavili vojno mornarico in napadli Angleže.
Ko se je Gamboa končno vrnil v Španijo in izvedel za tragično usodo svojih kolonij, je kralju predstavil potek svoje odprave in se pritožil zaradi Floresovega ravnanja. Vse kaže, da te pritožbe niso nikdar upoštevali. 
Gamboa je preostanek življenja večinoma posvetil pisateljevanju in urejanju poezije. Kmalu je zatem je postal admiral in umrl med službovanjem na ladji v bližini Lizbone.